# VIVA-wereldkampioenschap voetbal 2010
Het VIVA wereldkampioenschap voetbal 2010 is van 29 mei tot 6 juni 2010 gehouden in Gozo, een van de drie bewoonde eilanden die deel uitmaken van de eilandengroep Malta. De NF-Board organiseerde het toernooi in samenwerking met de GFA voor landenteams die geen lid kunnen worden van de FIFA en/of geen erkend land zijn.
Het toernooi werd gewonnen door Padanië, dat Koerdistan in de finale met 1-0 versloeg en zo als titelverdediger voor de derde keer de wereldtitel behaalde.

## Deelnemende landen
| Europa                                            | Azië                 | Noord-Amerika |
| ------------------------------------------------- | -------------------- | ------------- |
| - Gozo - Occitanië - Padanië - Provence - Sicilië | - Koerdistan - Tibet | - Groenland   |

* Tibet en Groenland konden geen sponsors vinden om de reis naar gastland Gozo te financieren.

## Speelsteden
| Stadion       | Plaats  | Capaciteit     |
| ------------- | ------- | -------------- |
| Gozostadion   | Xewkija | 4.000 plaatsen |
| Sannat Ground | Sannat  | 1.500 plaatsen |

## Eerste ronde

### Groep A
| Team      | Pts | Pld | W | D | L | GF | GA | GD |
| --------- | --- | --- | - | - | - | -- | -- | -- |
| Padanië   | 6   | 2   | 2 | 0 | 0 | 3  | 1  | +2 |
| Occitanië | 3   | 2   | 1 | 0 | 1 | 5  | 1  | +4 |
| Gozo      | 0   | 2   | 0 | 0 | 2 | 1  | 8  | -7 |

|                   |             |           |                           |                                                                |
| 31 mei 2010 20:15 | Gozo        | 1-2       | Padanië                   | Gozo Stadion, Xewkija Scheidsrechter: Per Ander Blind (Zweden) |
| 31 mei 2010 20:15 | Adesina 40' | (verslag) | Segnato 25' Prandelli 82' | Gozo Stadion, Xewkija Scheidsrechter: Per Ander Blind (Zweden) |

|                   |           |           |            |                                                                     |
| 1 juni 2010 21:00 | Occitanië | 0-1       | Padanië    | Gozo Stadion, Xewkija Scheidsrechter: Karim Azad Hatim (Koerdistan) |
| 1 juni 2010 21:00 |           | (verslag) | Ghezzi 65' | Gozo Stadion, Xewkija Scheidsrechter: Karim Azad Hatim (Koerdistan) |

|                   |      |           |                                                            |                                                                |
| 2 juni 2010 19:30 | Gozo | 0-5       | Occitanië                                                  | Gozo Stadion, Xewkija Scheidsrechter: Per Ander Blind (Zweden) |
| 2 juni 2010 19:30 |      | (verslag) | Ballue 01' (p) Ballue 36' Taillan 61' Amiel 88' Soro 90+2' | Gozo Stadion, Xewkija Scheidsrechter: Per Ander Blind (Zweden) |

### Groep B
| Team       | Pts | Pld | W | D | L | GF | GA | GD |
| ---------- | --- | --- | - | - | - | -- | -- | -- |
| Koerdistan | 6   | 2   | 2 | 0 | 0 | 5  | 2  | +4 |
| Sicilië    | 3   | 2   | 1 | 0 | 1 | 8  | 4  | -2 |
| Provence   | 0   | 2   | 0 | 0 | 2 | 3  | 10 | -2 |

|                   |                                      |           |                 |                                                            |
| 31 mei 2010 17:30 | Koerdistan                           | 4-1       | Sicilië         | Sannat Ground, Sannat Scheidsrechter: Aaron Refalo (Malta) |
| 31 mei 2010 17:30 | Muhsin 21' Mamu 50' 57' Abdullah 82' | (verslag) | Cappuccilli 75' | Sannat Ground, Sannat Scheidsrechter: Aaron Refalo (Malta) |

|                   |          |           |                    |                                                                |
| 1 juni 2010 17:30 | Provence | 0-1       | Sicilië            | Sannat Ground, Sannat Scheidsrechter: Luciano Casnati (Italië) |
| 1 juni 2010 17:30 |          | (verslag) | Cappuccilli 5' (p) | Sannat Ground, Sannat Scheidsrechter: Luciano Casnati (Italië) |

|                   |                           |           |               |                                                              |
| 2 juni 2010 17:30 | Koerdistan                | 3-2       | Provence      | Sannat Ground, Sannat Scheidsrechter: Antonio Guida (Italië) |
| 2 juni 2010 17:30 | Mamu 30' 90+4' Rahman 34' | (verslag) | Bruno 18' 39' | Sannat Ground, Sannat Scheidsrechter: Antonio Guida (Italië) |

## Knock-outfase

### Halve finales
|                   |                          |           |           |                       |
| 4 juni 2010 17:30 | Koerdistan               | 2-1       | Occitanië | Sannat Ground, Sannat |
| 4 juni 2010 17:30 | Qamaran 71' Mohammed 82' | (verslag) | Gamet 37' | Sannat Ground, Sannat |

|                   |                      |           |         |                       |
| 4 juni 2010 19:30 | Padanië              | 2-0       | Sicilië | Gozo Stadion, Xewkija |
| 4 juni 2010 19:30 | Nannini 62' Ganz 86' | (verslag) |         | Gozo Stadion, Xewkija |

### Wedstrijd voor 5e plaats
|                   |                             |           |              |                       |
| 4 juni 2010 15:30 | Gozo                        | 2-1       | Provence     | Gozo Stadion, Xewkija |
| 4 juni 2010 15:30 | Buttigieg 59' Camilleri 89' | (verslag) | Juan 19' (p) | Gozo Stadion, Xewkija |

### Wedstrijd voor 3e plaats
|                   |                         |           |         |                       |
| 5 juni 2010 14:00 | Occitanië               | 2-0       | Sicilië | Sannat Ground, Sannat |
| 5 juni 2010 14:00 | Taillan 28' Gamet 90+3' | (verslag) |         | Sannat Ground, Sannat |

### Finale
|                   |            |           |           |                       |
| 5 juni 2010 18:00 | Koerdistan | 0-1       | Padanië   | Gozo Stadium, Xewkija |
| 5 juni 2010 18:00 |            | (verslag) | Mosti 24' | Gozo Stadium, Xewkija |

| 2010 Wereldkampioen |
| ------------------- |
| PADANIË Derde titel |

## Topscorers
| 5 doelpunten - Hydar Qaraman 2 doelpunten - Pietro Cappuccilli - John Camilleri - Marc Ballue - Mauro Nannini - Bruno Borghesi |  | 1 doelpunt - Rodney Buttigieg - Karzan Abdullah - Karzaz Mohammed - Shakar Muhsin - Deyar Rahman - Jordan Amiel - Éric Gamet |  | - Guilhem Soro - Sébastien Taillan - Maurizio Ganz - Simone Ghezzi - Luca Mosti - Matteo Prandelli - Stéphane Juan |